# Guadalupe Victoria
Guadalupe Victoria (narozen José Miguel Ramón Adaucto Fernández y Félix; [ɡwaðaˈlupe βikˈtoɾja]; 29. září 1786 – 21. března 1843) byl mexický generál a politik, první prezident nezávislého Mexika. Bojoval za nezávislost na španělské říši v mexické válce za nezávislost. Byl poslancem mexického parlamentu za Durango a po pádu Prvního mexického císařství členem vlády. Po přijetí ústavy z roku 1824 byl Victoria zvolen prvním prezidentem Spojených států mexických.
Jako prezident navázal diplomatické styky se Spojeným královstvím, USA, Federativní republikou Střední Ameriky a Velkou Kolumbií. Založil také Národní muzeum, podporoval vzdělávání a ratifikoval hranici se Spojenými státy americkými. Nařídil vyhoštění Španělů, kteří zůstali v zemi a dobyl poslední španělskou pevnost na hradě San Juan de Ulúa.
Victoria byl jediným prezidentem, který za více než 30 let nezávislého Mexika dokončil celé funkční období. Zemřel v roce 1843 ve věku 56 let na epilepsii v pevnosti Perote, kde byl léčen. Dne 8. dubna téhož roku bylo rozhodnuto, že jeho jméno bude napsáno zlatými písmeny v jednacím sále parlamentu.